# Kathrin Müller (Kunsthistorikerin)
Kathrin Müller (* 29. Oktober 1972) ist eine deutsche Kunsthistorikerin und Hochschullehrerin.

## Leben und Werk
Nach einer Ausbildung zur Buchhändlerin studierte Kathrin Müller Kunstgeschichte und Geschichte in Hamburg und New York. Von 2003 bis 2005 war sie Predoctoral Research Scholar am Max-Planck-Institut für Wissenschaftsgeschichte in Berlin (mit Stipendien der Gerda Henkel Stiftung und des Evangelischen Studienwerks Villigst). 2006 promovierte sie an der Universität Hamburg mit der Arbeit Visuelle Weltaneignung. Astronomische und kosmologische Diagramme in lateinischen Handschriften des 11. bis frühen 14. Jahrhunderts.
Von 2006 bis 2009 war sie wissenschaftliche Assistentin am Kunsthistorischen Institut in Florenz/Max-Planck-Institut, von 2009 bis 2016 Akademische Rätin auf Zeit am Kunstgeschichtlichen Institut der Universität Frankfurt am Main. Im Frühjahr 2015 war sie Fellow am Clark Art Institute, Williamstown/Mass.
2018 habilitierte sie sich mit der Schrift Medienwechsel. Tiere in Seidenmustern, Zeichnungen und Tapisserien des 14. und 15. Jahrhunderts. Seit September 2017 ist sie Professorin für Bildkulturen des Mittelalters an der Humboldt-Universität zu Berlin.

## Publikationen
- Visuelle Weltaneignung. Astronomische und kosmologische Diagramme in Handschriften des Mittelalters. Dissertation, Universität Hamburg 2006 (Hochschulschrift) / Vandenhoeck & Ruprecht, Göttingen 2008, ISBN 978-3-525-36711-7.
- Das Kreuz: Eine Objektgeschichte des bekanntesten Symbols von der Spätantike bis zur Neuzeit. Herder, Freiburg 2022, ISBN 978-3-451-38713-5.